# Bucco tamatia
El buco moteado (Ecuador) (Bucco tamatia), también denominado burrito moteado (Venezuela), bobo moteado (Colombia) o chacurú manchado,  es una especie de ave galbuliforme perteneciente al género Bucco que integra la familia Bucconidae. Es nativa de América del Sur. 

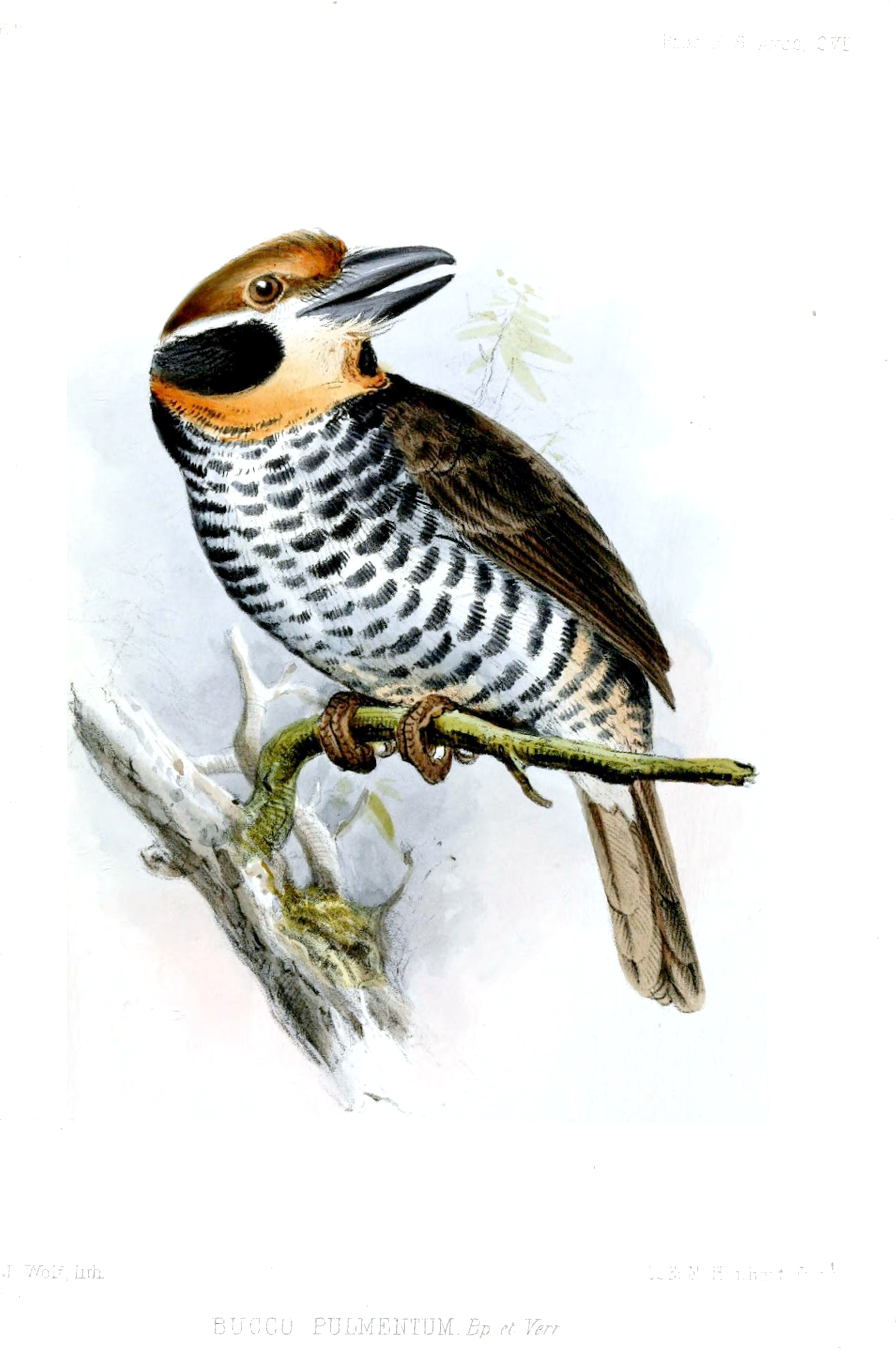
Bucco tamatia; ilustración de Wolf, 1855.

## Descripción
Mide 18,5 cm. Corona y frente ocre en las subespecies orientales, rojiza rufa en las occidentales; cuello y parte superior del pecho color ocre; faja malar y nucal blanca bordeada a los lados por una mancha negra, muy notoria por debajo; partes superiores castaño oscuro con manchas negruzcas; partes inferiores blancas con pintas horizontales negras; a los lados de la parte alta del dorso puede aparecer una mancha blanca. El iris es rojo y el pico negro.

## Distribución y hábitat
Se encuentra en Bolivia, Brasil, Colombia, Ecuador, Guayana francesa, Guyana, Perú, Surinam y Venezuela.

Vive en el estrato alto y medio del bosque de galería, palmerales y bosques inundables.

## Comportamiento
De hábito impasible, posa inmóbil por largos períodos, a veces en una percha expuesta a plena vista. Solitario, a veces en pareja.

### Alimentación
Su dieta es mixta, compuesta de frutos y artrópodos; sigue columnas de hormigas legionarias.  También caza lagartijas.

### Reproducción
Construye el nido en un túnel que excava en algún barrancos o también, en nidos de termitas arbóreas o en árboles huecos. La hembra pone 2 a 3 huevos, que la pareja incuba durante aproximadamente 15 días.

### Vocalización
Su canto, característico y más oído temprano en la mañana, es fuerte y penetrante, una larga serie de notas  “ueeép” monótonas y melodiosas, que van aumentando en intensidad por 10 a 15 segundos, recordando a un trepatroncos.

## Sistemática

### Descripción original
La especie B. tamatia fue descrita por primera vez por el naturalista alemán Johann Friedrich Gmelin en 1788 bajo el mismo nombre científico; localidad tipo «Cayenne y Brasil».

## Taxonomía
Forma una superespecie con Bucco noanamae. Varias otras subespecies fueron propuestas, incluyendo inexpectatus (centro norte de Brasil, punctuliger (centro de Brasil) e interior (suroeste de Brasil), pero aparentemente representan poblaciones inconstantes, resultados de cruzamientos.

### Subespecies
Se reconocen 3 subespecies,  con su correspondiente distribución geográfica:
- Bucco tamatia tamatia J. F. Gmelin, 1788 - este de Colombia (al sur hasta Vaupés), este de Venezuela, las Guayanas, al sur hasta la margen norte del Río Amazonas.
- Bucco tamatia pulmentum P. L. Sclater, 1856 - sureste de Colombia al sur hasta el este de Ecuador, noreste del Perú, oeste de Brasil y noreste de Bolivia.
- Bucco tamatia hypnaleus (Cabanis & Heine, 1863) - Amazonia brasileña al este del Río Tapajós.